# Anicius Faustus (Konsul 298)
Anicius Faustus war ein römischer Politiker und Senator zum Ende des 3. Jahrhunderts n. Chr.
Anicius Faustus stammte aus der adligen Familie der Anicier und war wohl Sohn des Sextus Cocceius Anicius Faustus Paulinus, Statthalter der Provinz Africa in den 260er Jahren. In einem nicht bekannten Jahr war er Suffektkonsul. Im Jahr 298 wurde er zum zweiten Mal Konsul, diesmal als ordinarius neben Virius Gallus. Von 299 bis 300 war Anicius Faustus praefectus urbi.
Auf dem Gebiet der Ara Maxima wurde ein Altar gefunden, den der Weihinschrift zufolge ein praetor urbanus namens Marcus Iunius Caesonius Nicomachus Anicius Faustus Paulinus gestiftet haben soll. Da eine Inschrift auf der Seite des Steines eine Datierung in das Jahr 321 beinhaltet, wurde dieser Namensvetter unter anderem als Sohn oder Enkel des Konsuls von 298 eingeordnet. Andere Forscher wie André Chastagnol haben dagegen die Meinung vertreten, die beiden Seiten des Steines seien zu unterschiedlichen Zeiten beschrieben worden: Bei dem Marcus Iunius Caesonius Nicomachus Anicius Faustus Paulinus handele es sich um den späteren, nur als Anicius Faustus bekannten Stadtpräfekten und zweimaligen Konsul, der vor diesen hohen Ämtern die Praetur bekleidet und besagte Inschrift aufgestellt haben soll. Mehrere Jahrzehnte später sei der Stein ein zweites Mal als Weihgeschenk verwendet und dabei mit der Datierung auf das Jahr 321 versehen worden.